# Ludlow Street
Ludlow Street je ulice ležící u Houston Street na Lower East Side na Manhattanu. Jde o ulici s širokým kulturním záběrem; sídlí zde řada módních obchodů, uměleckých galerií, barů, klubů a restaurací. V určitých obdobích zde bydleli například Angus MacLise, Tony Conrad nebo John Cale, který zde, ještě se Sterlingem Morrisonem a Lou Reedem nahrál první demosnímky skupiny The Velvet Underground.